# 현해로
현해로(Hyeonhae-ro)는 전라남도 무안군 현경면 현경교차로에서  무안군 해제면 천마교차로를 잇는 도로이다.

## 주요 경유지
전라남도
- 무안군 (현경면 . 해제면)

## 노선 경로
| 이름                | 접속 노선                 | 경유지        | 경유지        | 비고                    |
| 함장로와 직결       | 함장로와 직결             | 함장로와 직결 | 함장로와 직결 | 함장로와 직결           |
| ------------------- | ------------------------- | ------------- | ------------- | ----------------------- |
| 현경 교차로         | 공항로                    | 무안군        | 현경면        |                         |
| 현경삼거리          | 지방도 제815호선 (운해로) | 무안군        | 현경면        |                         |
| 현경면소재지 사거리 | 장군로                    | 무안군        | 현경면        |                         |
| 목동육교            |                           | 무안군        | 현경면        |                         |
| 송정삼거리          | 망운로                    | 무안군        | 현경면        |                         |
| 송졍 교차로         | 송마로                    | 무안군        | 현경면        |                         |
| 봉오제삼거리        | 봉월로                    | 무안군        | 현경면        |                         |
| 홀통 교차로         | 홀통길                    | 무안군        | 현경면        |                         |
| 수암 교차로         | 해제지도로 만송로         | 무안군        | 해제면        |                         |
| 학천 교차로         | 만송로                    | 무안군        | 해제면        |                         |
| 양간사거리          | 해제제중앙로 봉대로       | 무안군        | 해제면        | 지방도 제805호선과 중복 |
| (이름없음)          |                           | 무안군        | 해제면        | 지방도 제805호선과 중복 |
| 돌계사거리          | 양간로                    | 무안군        | 해제면        |                         |
| (이름없음)          | 산내로                    | 무안군        | 해제면        |                         |
| 천마 교차로         | 해제지도길                | 무안군        | 해제면        |                         |

## 주요건물및 시설
- 새마을금고 무안새마을금고 현경지점 (현해로 80/외반리 563-2)
- CU 무안현경점 (현해로 83/외반리 556-7)
- 현경면 사무소 (현해로 84/외반리 567)
- 현경보건지소 (현해로 84/외반리 567)
- 농협 무안하나로마트 현경점 (현해로 96/외반리 571-4)
- 농협 무안농협 현경지점 (현해로 96/외반리 571-4)
- HD현대오일뱅크 현경주유소 (현해로 105/외반리 545-9)
- 무안자동차운전전문학원 (현해로 195/목동리 250)
- 농협 전남서남부 채소농협 (현해로 381/송정리 450-11)
- SK에너지 신대림주유소 (현해로 639/용정리 898-10)
- 현경북초등학교 (현해로 757/오류리 48)
- SK에너지 동부주유소 (현해로 1441/용학리 7-13)
- 해제119안전센터 (현해로 1621/양매리 431-37)
- 해제면사무소 (현해로 1693/신정리 18-5)
- GS칼텍스 해제주유소 (현해로 1699/신정리 22-3)
- 농협 무안하나로마트 현해점 (현해로 1700/신정리 19-1)
- HD현대오일뱅크 천장주유소 (현해로 2093/천장리 660-1)